# Elecciones al Congreso de los Diputados de noviembre de 2019 (Madrid)
Las elecciones al Congreso de los Diputados de noviembre de 2019 se celebraron en la Comunidad de Madrid el domingo 10 de noviembre, como parte de las elecciones generales convocadas por Real Decreto dispuesto el 24 de septiembre de 2019 y publicado en el Boletín Oficial del Estado el mismo día. Se eligieron los 37 diputados del Congreso correspondientes a la circunscripción electoral de Madrid, mediante un sistema proporcional (método d'Hondt) con listas cerradas y un umbral electoral del 3%.

## Resultados
Los comicios depararon 10 escaños al Partido Socialista Obrero Español y al Partido Popular, 7 escaños a Vox, 5 escaños a la coalición Unidas Podemos, 3 a Ciudadanos-Partido de la Ciudadanía y 2 a la coalición Más País-Equo. Los resultados del escrutinio completo y definitivo se detallan a continuación:
| Candidatura                                            | Candidatura                                            | Votos     | %                               | Escaños                         |
| ------------------------------------------------------ | ------------------------------------------------------ | --------- | ------------------------------- | ------------------------------- |
|                                                        | Partido Socialista Obrero Español (PSOE)               | 957 401   | 26,87                           | 10                              |
|                                                        | Partido Popular (PP)                                   | 887 474   | 24,91                           | 10                              |
|                                                        | Vox (Vox)                                              | 653 476   | 18,34                           | 7                               |
|                                                        | Unidas Podemos (Unidas Podemos)                        | 463 629   | 13,01                           | 5                               |
|                                                        | Ciudadanos-Partido de la Ciudadanía (Ciudadanos)       | 323 076   | 9,07                            | 3                               |
|                                                        | Más País-Equo (Más País-Equo)                          | 201 389   | 5,65                            | 2                               |
|                                                        |                                                        |           |                                 |                                 |
| Partido Animalista Contra el Maltrato Animal (PACMA)   | Partido Animalista Contra el Maltrato Animal (PACMA)   | 31 983    | 0,90                            | 0                               |
| Recortes Cero-Grupo Verde (Recortes Cero-GV)           | Recortes Cero-Grupo Verde (Recortes Cero-GV)           | 5129      | 0,14                            | 0                               |
| Por Un Mundo Más Justo (PUM+J)                         | Por Un Mundo Más Justo (PUM+J)                         | 4305      | 0,12                            | 0                               |
| Partido Humanista (PH)                                 | Partido Humanista (PH)                                 | 2508      | 0,07                            | 0                               |
| Partido Comunista de los Pueblos de España (PCPE)      | Partido Comunista de los Pueblos de España (PCPE)      | 2099      | 0,06                            | 0                               |
| Partido Comunista de los Trabajadores de España (PCTE) | Partido Comunista de los Trabajadores de España (PCTE) | 1895      | 0,05                            | 0                               |
| Votos en blanco                                        | Votos en blanco                                        | 28 783    | 0,81                            | n/a                             |
| Votos válidos                                          | Votos válidos                                          | 3 563 147 | 100,00                          | 37                              |
| Votos nulos                                            | Votos nulos                                            | 28 317    | Participación: \| \| 70,59 % \| | Participación: \| \| 70,59 % \| |
| Votantes                                               | Votantes                                               | 3 591 464 | Participación: \| \| 70,59 % \| | Participación: \| \| 70,59 % \| |
| Electores                                              | Electores                                              | 5 088 093 | Participación: \| \| 70,59 % \| | Participación: \| \| 70,59 % \| |
|                                                        | 70,59 %                                                |           |                                 |                                 |

## Diputados electos
Relación de diputados electos:
| N.º | Nombre                                 | Lista | Lista          |
| --- | -------------------------------------- | ----- | -------------- |
| 1   | Pedro Sánchez Pérez-Castejón           |       | PSOE           |
| 2   | Pablo Casado Blanco                    |       | PP             |
| 3   | Santiago Abascal Conde                 |       | Vox            |
| 4   | Carmen Calvo Poyato                    |       | PSOE           |
| 5   | Pablo Iglesias Turrión                 |       | Unidas Podemos |
| 6   | Ana María Pastor Julián                |       | PP             |
| 7   | Francisco Javier Ortega Smith-Molina   |       | Vox            |
| 8   | Albert Rivera Díaz                     |       | Ciudadanos     |
| 9   | José Manuel Franco Pardo               |       | PSOE           |
| 10  | Adolfo Suárez Illana                   |       | PP             |
| 11  | Teresa Ribera Rodríguez                |       | PSOE           |
| 12  | Irene Montero Gil                      |       | Unidas Podemos |
| 13  | Isabel García Tejerina                 |       | PP             |
| 14  | Iván Espinosa de los Monteros de Simón |       | Vox            |
| 15  | Íñigo Errejón Galván                   |       | Más País-Equo  |
| 16  | Dolores Delgado García                 |       | PSOE           |
| 17  | María Elvira Rodríguez Herrer          |       | PP             |
| 18  | María de la Cabeza Ruiz Solás          |       | Vox            |
| 19  | Marcos de Quinto Romero                |       | Ciudadanos     |
| 20  | María Reyes Maroto Illera              |       | PSOE           |
| 21  | Enrique Santiago Romero                |       | Unidas Podemos |
| 22  | Edurne Uriarte Bengoechea              |       | PP             |
| 23  | Rafael Simancas Simancas               |       | PSOE           |
| 24  | Carla Toscano de Balbín                |       | Vox            |
| 25  | Ana María Beltrán Villalba             |       | PP             |
| 26  | Beatriz Corredor Sierra                |       | PSOE           |
| 27  | Gloria Elizo Serrano                   |       | Unidas Podemos |
| 28  | Antonio Pablo González Terol           |       | PP             |
| 29  | Juan Luis Steegmann Olmedillas         |       | Vox            |
| 30  | Laura Sara Giménez Giménez             |       | Ciudadanos     |
| 31  | Zaida Cantera de Castro                |       | PSOE           |
| 32  | Marta María Higueras Garrobo           |       | Más País-Equo  |
| 33  | Carlos Aragonés Mendiguchía            |       | PP             |
| 34  | Daniel Vicente Viondi                  |       | PSOE           |
| 35  | Mireia Borrás Pabón                    |       | Vox            |
| 36  | Rafael Mayoral Perales                 |       | Unidas Podemos |
| 37  | Pilar Marcos Domínguez                 |       | PP             |